# Tore Torvbråten
Tore Torvbråten (* 28. Januar 1968 in Oslo) ist ein ehemaliger norwegischer Curler.

## Biografie
Torvbråten gewann mit der norwegischen Mannschaft bei den Olympischen Winterspielen 1998 und bei der Weltmeisterschaft 2001 die Bronzemedaille.